# Anisotoma orbicularis
Anisotoma orbicularis är en skalbaggsart som först beskrevs av Herbst 1792.  Anisotoma orbicularis ingår i släktet Anisotoma, och familjen mycelbaggar. Arten är reproducerande i Sverige.

## Bildgalleri

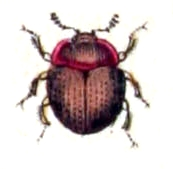
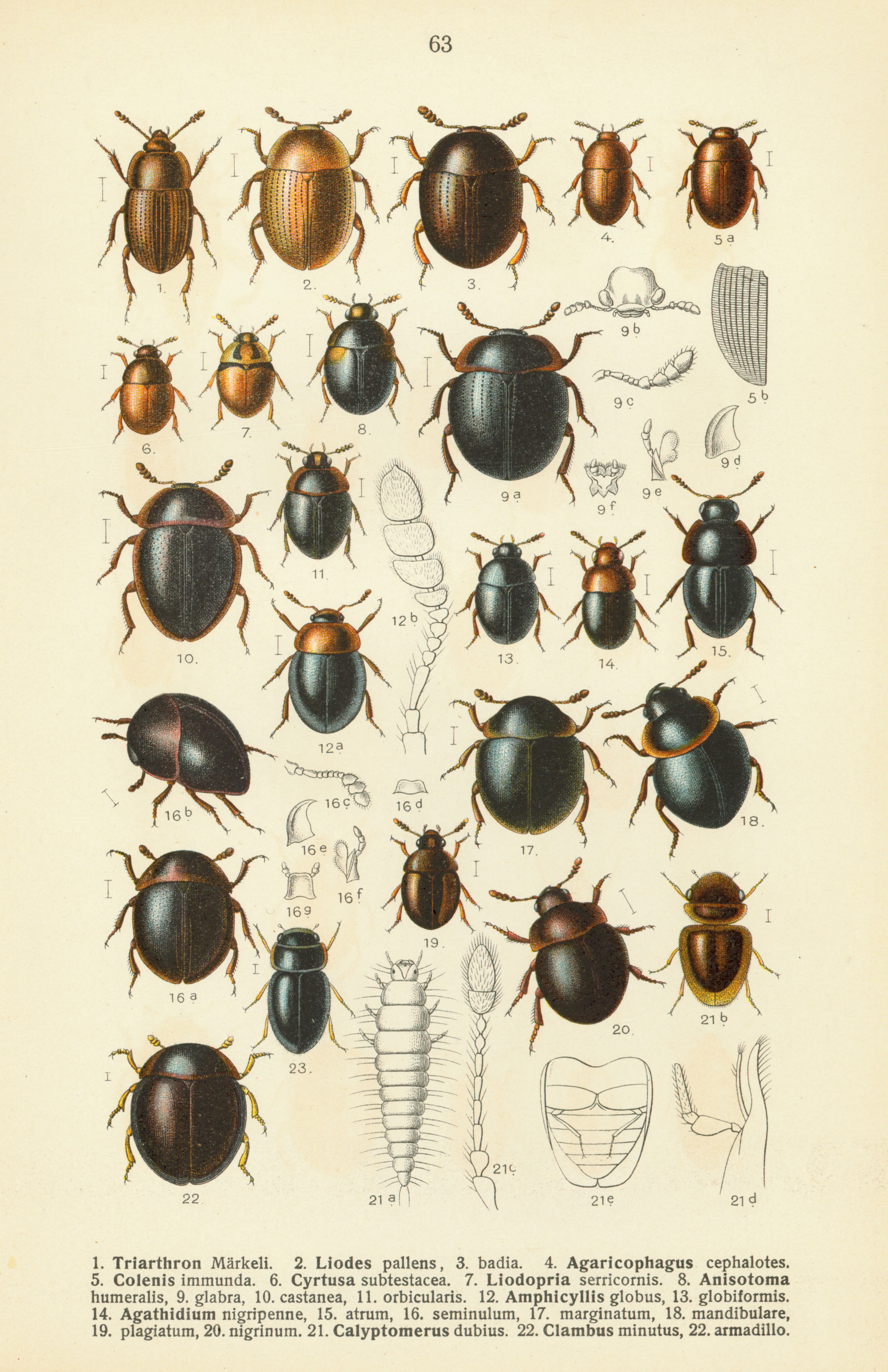